# كلارا موريس
كلارا موريس (بالإنجليزية: Clara Morris)‏ (17 مارس 1849، تورونتو في كندا - 20 نوفمبر 1925، نيو كانان في الولايات المتحدة)؛ كاتِبة مُتخصِّصة في أدب الأطفال، ممثلة وروائية أمريكية.

## روابط خارجية
- كلارا موريس على موقع IMDb (الإنجليزية)
- كلارا موريس على موقع الموسوعة البريطانية (الإنجليزية)
- كلارا موريس على موقع قاعدة بيانات برودواي على الإنترنت (الإنجليزية)